# Irisbus Europolis

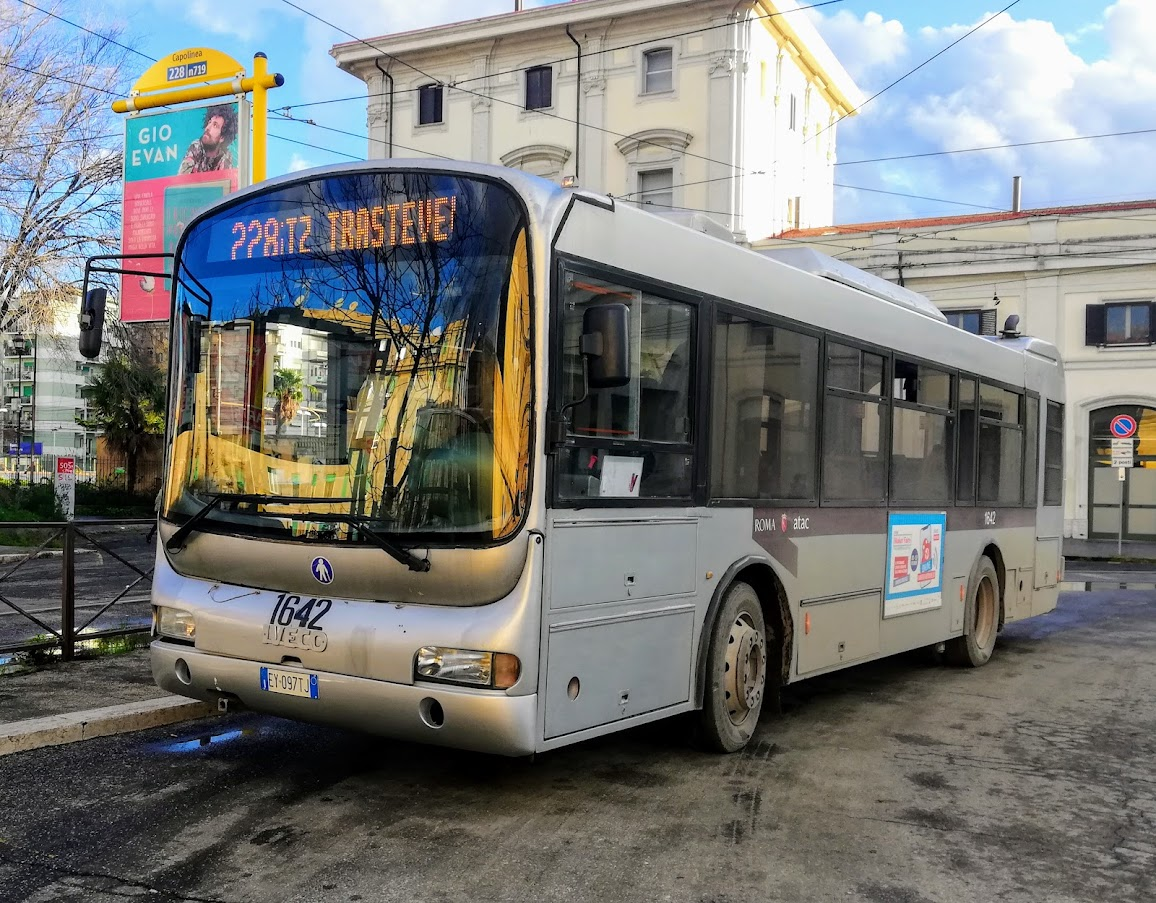
Un Iveco Europolis di ATAC in servizio sulla linea 228 di Roma

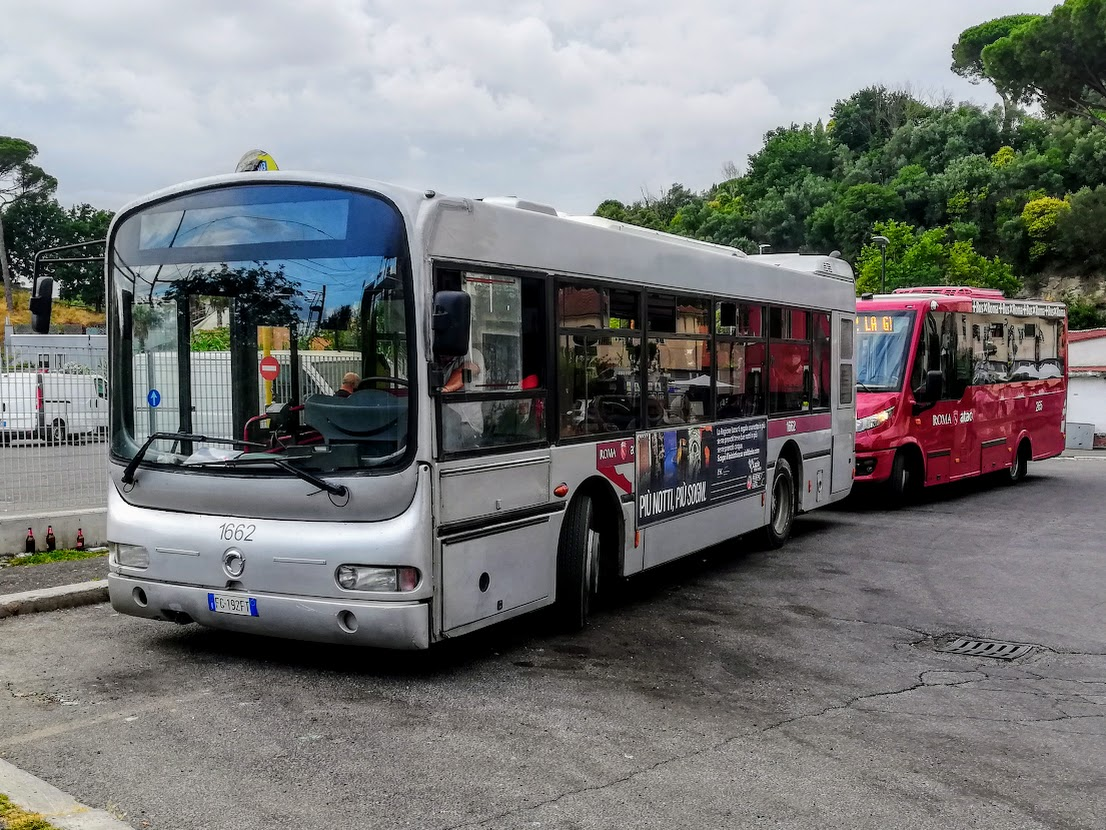
Irisbus Europolis di II Serie con il motore Tector di ATAC

L'Irisbus Europolis (noto anche come Iveco 200 Europolis o Irisbus 203E Europolis) è un autobus e minibus italiano a pianale ribassato ideato da Cacciamali e prodotto da Irisbus dal 1996 al 2007. Ideato sulla base del Cacciamali TCM890, si diffuse ampiamente in Italia, raggiungendo anche la città francese di Lione e la città greca di Salonicco.

## Storia
L'Europolis nacque nel 1996 su idea di Cacciamali, che lo propose in due versioni da 9 e 10 metri, denominate rispettivamente TCN105 e TCM920, basandosi sul TCM890, a sua volta derivato dal Portesi Civibus. Nel 1999 Iveco acquistò il progetto del mezzo, lasciando la costruzione alla sua divisione autobus Irisbus, mentre Cacciamali continuò a fornire la carrozzeria.

## Tecnica
Nei primi anni di produzione, tra il 1996 e il 2001, l'Europolis ha montato il motore FIAT 8060.45, abbandonato in favore dell'Iveco Tector (4 o 6) con l'entrata in vigore delle normative Euro III. Al motore è sempre stato abbinato il cambio automatico ZF 4 HP 500.
Alimentato di base a gasolio, ne sono state commercializzate anche una versione elettrica, sviluppata in collaborazione con ALTRA, e a gas naturale compresso (GNC).

## Versioni

### Iveco Europolis

#### Europolis 200.7.15
- Lunghezza: 7,8 m
- Allestimento: urbano, suburbano
- Porte: 2 o 3 rototraslanti
- Alimentazione: gasolio

#### Europolis 200.9.15
- Lunghezza: 9,2 m
- Allestimenti: urbano, suburbano, interurbano
- Porte: 2 o 3 rototraslanti
- Alimentazione: gasolio

#### Europolis 200.10.15
- Lunghezza: 10 m
- Allestimenti: urbano, suburbano
- Porte: 2 o 3 rototraslanti
- Alimentazione: gasolio

### Irisbus Europolis

#### Europolis 203E.7.13
- Lunghezza: 7,8 m
- Allestimenti: urbano, suburbano
- Porte: 2 o 3 rototraslanti
- Alimentazione: gasolio, elettrico

#### Europolis 203E.9.24
- Lunghezza: 9,2 m
- Allestimenti: urbano, suburbano
- Porte: 2 o 3 rototraslanti
- Alimentazione: gasolio, gas naturale compresso

#### Europolis 203E.10.24
- Lunghezza: 10,5 m
- Allestimenti: urbano, suburbano
- Porte: 2 o 3 rototraslanti
- Alimentazione: gasolio

## Diffusione

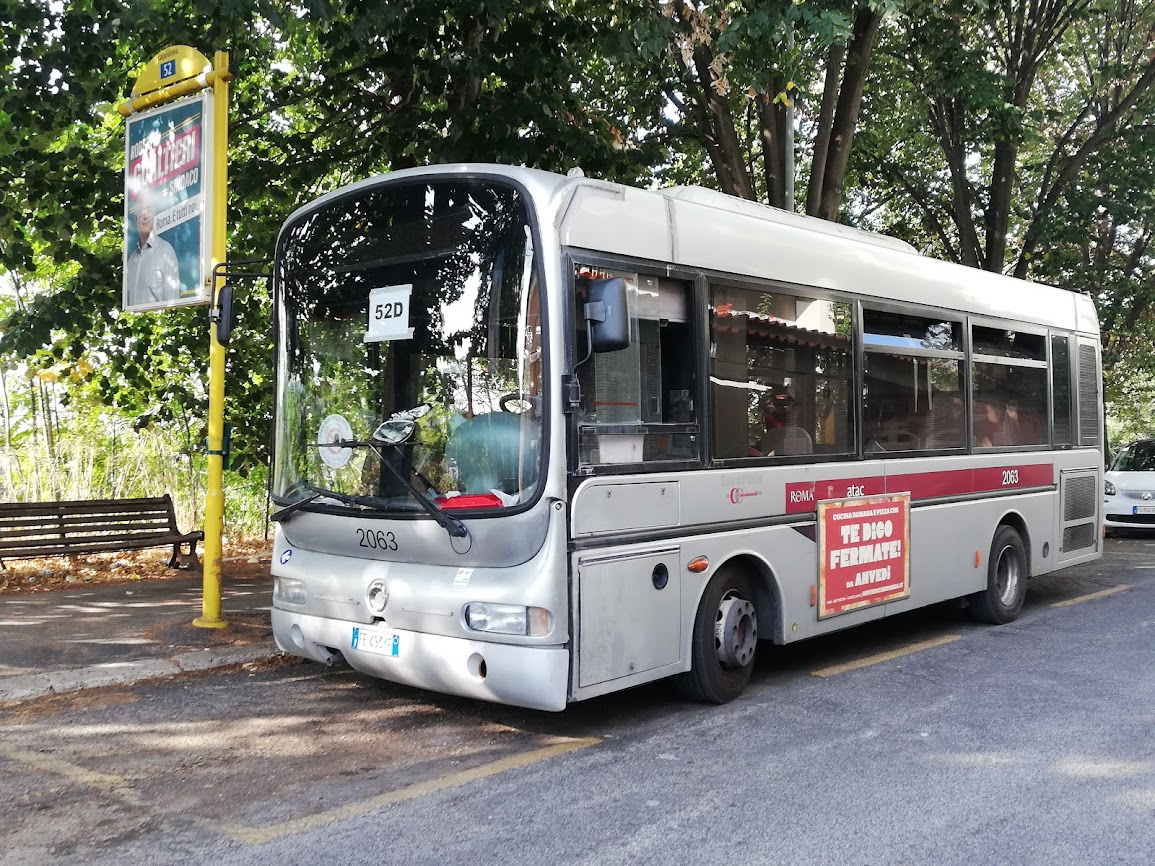
Europolis in servizio a Roma

L'Europolis si è diffuso principalmente in Italia, dove le flotte maggiori sono state acquistate da: ATAC (Roma), ACTT poi MOM (Treviso), AMTS (Catania), AST (Sicilia), CTM (Cagliari), ANM (Napoli), ACFT poi TPER (Ferrara), AMT poi ATV (Verona) CSTP (Salerno) e Conerobus (Ancona), che acquistò 3 Europolis 203E.9.27 GNC in allestimento suburbano. Diversi esemplari sono stati acquistati da TCL (Lione) e dalle aziende di trasporto pubblico delle città di Pola e Salonicco.